# Mylopótamos (Cythère)
Mylopótamos, en grec moderne : Μυλοπόταμος, est un village de l'île de Cythère, en Grèce.
Selon le recensement de 2011, la population du village compte 49 habitants.